# Велико ропско језеро
Велико ропско језеро (енгл. Great Slave Lake) је друго по величини језеро у канадској територији Северозападне територије. Оно је најдубље језеро у северној Америци и девето на свету са 614 m. Дугачко је 480 km и широко од 19 до 109 km.  Има површину од 28.568 km², а његова запремина је 2090 km³. Његове главне притоке су реке Хај и Ропска река, а његова отока је река Макензи. У источном делу језера се налазе бројна острва. Полуострво Петеи дели иточни део језера на заливе Маклеод на северу и Кристи на југу. Језеро је делимично залеђено најмање осам месеци годишње. Градови на језеру су Јелоунајф, Форт Провиденс, Хај Ривер и Форт Резолушн.
Први насељеници околине језера су били индијанци, међу којима племе Дета који још увек живе ту. Британски трговац крзном Самјуел Херн је истраживао област 1771. године и прешао је залеђено језеро. Током тридесетих година 20. века у области је откривено злато, што је довело до оснивања града Јелонајф, главног града провинције. 24. јануара 1978. совјетски сателит Космос 954, са нуклеарним реактором, је узашао из орбите и срушио се на језеро. Како је језеро било залеђено сателит је при удару експлодирао што је довело до излива нуклеарног горива. Нуклеарно гориво су покупили амерички и канадски чланови експедиције који су учествовали у операцији званој Операција Јутарња Светлост.
Године 1967. изграђен је ауто-пут око језера, који је продужетак ауто-пута Макензи сада познатог као ауто-пут 3. Пре него што је изграђен ауто-пут добра су превожена преко залеђеног језера. Када нема леда користи се трајект.

## Историја
Аутохтони народи били су први насељеници око језера након повлачења глацијалног леда. Археолошки докази су открили неколико различитих периода културне историје, укључујући Северну Плано традицију (8.000 година пре садашњости), Архаичку традицију штита (6.500 година), Арктичку традицију малих алата (3.500 година) и традицију Талтејлеј шкриљца (2.500 година пре садашњости). Свака култура је оставила посебан траг у археолошким записима на основу врсте или величине каменог оруђа.
Велико робовско језеро је стављено на европске мапе током појаве трговине крзном према северозападу од Хадсоновог залива средином 18. века. Назив 'Great Slave' дошао је из енглеског превода Кри егзонима, Awokanek (народ Слејви), како су назвали Дин Та. Поробљени људи су била племена Дин која су у то време живела на јужним обалама језера. Како су француски истраживачи директно имали посла са Кри трговцима, велико језеро је названо „Grand lac des Esclaves“ што је на крају преведено као „Велико ропско језеро“.
Британски трговац крзном Семјуел Херн истражио је Велико робовско језеро 1771. године и прешао залеђено језеро, које је назвао језеро Атапускоу. Године 1897-1898, амерички граничар Чарлс „Бафало“ Џонс отпутовао је у Арктички круг, где је његова група презимила у колиби коју су саградили у близини Великог робовског језера. Џонсову причу о томе како су он и његова група пуцали и одбили гладни вучји чопор у близини Великог ропског језера потврдили су 1907. Ернест Томпсон Ситон и Едвард Александер Пребл када су открили остатке животиња у близини давно напуштене колибе.
Током 1930-их, злато је откривено на северном краку Великог робовског језера, што је довело до оснивања Јелоунајфа који ће постати престоница NWT. Године 1960, изграђен је аутопут за све сезоне око западне стране језера, првобитно продужетак аутопута Мекензи, али сада познат као Јелоунајфски аутопут или аутопут 3. Дана 24. јануара 1978, совјетски радарски сателит за извиђање океана, назван Космос 954, изграђен са уграђеним нуклеарним реактором, пао је са орбите и распао се. Комади нуклеарног језгра пали су у околину Великог робовског језера. Неки од нуклеарних остатака су пронађени у заједничкој војној операцији Оружаних снага Канаде и Сједињених Држава под називом Операција Јутарње светло.

### Предложено преименовање
Крајем 2010-их, многим називима места на северозападним територијама враћена су њихова аутохтона имена. Предложено је да се и језеро преименује, посебно због помињања ропства. „Велико Робовско језеро је заправо веома ужасно име, осим ако нисте заговорник ропства“, каже Денез Накехко, образовни радник са северозападних територија и оснивачки члан организације Првих нација Дин Наџо. „То је лепо место. Величанствено је; огромно је. И мислим да тренутно име на мапи не одговара том месту.” Он је предложио Ту Неде, назив за језеро народа Дин Солине, као алтернативу. Тачо, израз Дечо Дин за језеро, такође је предложен.

## Географија и природна историја
Главни западни део језера чини умерено дубок простор са површином од 18.500 km2 (7.100 sq mi) и запремином од 596 km3 (143 cu mi). Овај главни део има максималну дубину од 187,7 m (616 ft) и средњу дубину од 32,2 m (106 ft). На истоку, залив Маклауд (62° 52′ N 110° 10′ W / 62.867° С; 110.167° З) и залив Кристи (62° 32′ N 111° 00′ W / 62.533° С; 111.000° З) су много дубљи, са максималном забележеном дубином у заливу Кристи од 614 m (2.014 ft)
На неким од равница које окружују Велико ропско језеро, формирале су се климаксне полигоналне мочваре, ране сукцесијске фазе која се често састоји од пионирске црне смрче.
Јужно од Великог ропског језера, у удаљеном углу Националног парка Вуд Бафало, налази се летњи опсег великих ждралова, место гнежђења остатака јата ждралова, откривених 1954. године.

### Екологија
Река Слејв обезбеђује слив високим нивоима хранљивих материја; сходно томе, заједно са општим одсуством загађења и инвазивних врста, језеро је богато воденим животом у односу на његов биом. У рибље врсте спадају језерска бела риба, језерска пастрмка, нелма, северна штука и валеје, циско, манић, деветопршљени штапњак, шајнер, такође дугоноси сисач. Језерске беле рибе су заступљене на највишим нивоима, а следе циско и сисачи. Климатске промене, посебно смањено време покривености ледом, утичу на популације ових врста. Copepoda је такође заступљена у језеру.